# Diokom
Jugoplastika je naziv za bivšu hrvatsku tvrtku sa sjedištem u gradu Splitu. Bavila se proizvodnjom tenisica, torbi, prijenosnih hladnjaka, jakni, autodijelova, lutaka, igračaka, sportske opreme i brodica. U 40 godina svog postojanja kao „Jugoplastika“ do raspada Jugoslavije zapošljavala je 12.900 radnika s područja cijele bivše države. U tvrtki je radilo oko 80% žena s područja grada Splita. Godine 1990. ostvarila je prihod od 350 milijuna američkih dolara. Krilatica tvrtke je glasila: “Marka za cijelu obitelj".

## Povijest
Jugoplastika je registrirana 23. studenoga 1952. godine na Trgovačkom sudu u Splitu kao tvrtka u društvenom vlasništvu za proizvodnju plastičnih masa i tekstilnih proizvoda. Osim četiri tvornice ili radnih organizacija kako se to tada zvalo, „Jugoplastika“ je imala i tvornicu na ulazu u Solin, nekoć poznatu radnu organizaciju „Autodijelovi“, danas „AD Plastik“. Treba navesti da je to jedini preživjeli pogon „Jugoplastike“ koji je 1993. izdvojen iz matice i privatiziran po modelu radničkog dioničarstva.
Pogone nije imala samo u Splitu. Oni su bili dislocirani po cijeloj Dalmaciji, čime je „Jugoplastika“, točnije njezin tadašnji direktor Dinko Kuzmanić, bila tvorcem jedinstvene gospodarske politike razvoja Dalmacije po načelu tzv. "obalnoga gospodarstva". Pogoni konfekcije u Sinju imali su 500 radnika. Galanterijska galvanizacija u Muću brojila je 250 radnika, tvornice obuće u Zadru i Benkovcu 1000 radnika. Tvornica iz Benkovca je proizvodila isključivo za tržište Zapada. Tvornica iz Benkovca odjeću je proizvodila u kooperaciji s vodećim europskim brendovima sportske odjeće, njemačkim divovima „Salamanderom“ i „Adidasom“, te francuskim „Rondinoom“, koji je tada nosio titulu “europskog kralja kućnih papuča”.
Grupa Jugoplastika je godišnje za "Adidas" proizvela četiri i pol milijuna sportskih torbi godišnje proizvodili za “Adidas”. Solinska tvornica autodijelova proizvodila je dijelove za kragujevačku tvornicu automobila „Zastavu“, za francuske „Citroen“ i “Renault”, njemački „Volkswagen“, rusku “Ladu”, rumunjsku “Daciju”, talijanski „Fiat“.
Pogoni ove splitske tvrtke strateški su se raširili po srednjodalmatinskom otočju. Na Šolti, u Rogaču, bili su pogoni vakumirane galanterije (lopte, igračke) i 250 radnika. U Starom Gradu na Hvaru 200 radnika proizvodilo je plastičnu dugmad, a u Visu se dičili pogonima konfekcije u kokem je radilo 300 radnika. U Makarskoj su bili pogoni za proizvodnju plastičnih profila od PVC-a, 300 radnika. Na krajnjem jugu, u Dubrovniku, 300 radnika radilo je u pogonima konfekcije.
Od gotovo 13.000 radnika „Jugoplastike“, njih čak 10 tisuća izravno je radilo u proizvodnji, u stvaranju novih materijalnih vrijednosti. Apsolutno svi pogoni „Jugoplastike“ imali su vlastite restorane tzv. "društvene prehrane". Restorani su tada imali i prehranu za dijabetičare.
„Jugoplastika“ je imala vanjsku reputaciju i ugled. Osim izvoza na Zapad, „Jugoplastika“ je izvozila i na Istok, uključujući i SSSR, što je bio i uvjet saveznog zakona o vanjskoj trgovini koji je dopuštao kvotu izvoza na istočno tržište samo tvrtkama koje izvoze i na Zapad.
Nova hrvatska vlast „Jugoplastiku“ je uzela kao svoje vlasništvo i tada je politika bitno odlučivala o vodstvu tvrtke. 1990-ih mijenja se ime brenda u „Diokom“ s čime je pala prodaja na zapadnom tržištu, pogotovo u "glavnim zapadnim tržištima" u Njemačkoj i Francuskoj.
Zbog toga je tvrtka 2000. godine išla u stečaj s 2.363 radnika. Nekretnine su rasprodavane do 2006. godine, a glavni proizvodni kompleks na splitskoj Brodarici preuzeo je 2003. trgovački poduzetnik Željko Kerum, koji je tamo, nakon razvaljivanja tvornice eksplozivom, otvorio trgovački centar Joker. Na mjestu nekadašnje Jugoplastike, čija su postrojenja minirana 2004. godine nakon gotovo standardnog procesa preobražaja u devedesetim godinama koji je vodio od pretvorbe preko privatizacije i sanacije do stečaja, danas se nalaze tzv. POS-ovi stanovi s pratećim sadržajima, hotel Atrium i trgovački centar Joker. Promjena društvene stvarnosti ovdje je očita u promjeni urbanog tkiva.

Tvrtke koje su bile proizvodne cjeline Jugoplastike su "Obuća", "Konfekcija", "Galanterija", "Termoplastika" i "Autodijelovi" od kojih su četiri likvidirane. Preživjeli su jedino Autodijelovi i nastavili uspješno poslovati kao AD Plastik, s oko 1.000 radnika. U studenom 2006. godine tada Novi Diokom je brisan iz sudskog registra.

## Proizvodnja
- obuća
- torbice
- auto dijelovi
- brodice

## Poznatiji proizvodi
- Jugoplastika 580 - brod
- Pasara - brod
- Lutke "Bili", "Žutko", djelo dugogodišnjeg dizajnera lutaka u Jugoplastici Zdenka Milišića.[6]

## Trgovina
„Jugoplastika“ je imala vlastitu trgovačku mrežu od 180 prodavaonica u svim jugoslavenskim republikama u kojoj je radilo više od 1300 radnika, a zbog goleme palete od 3200 vrsta proizvoda, uspješno je razvila i vlastitu prodajnu mrežu. Zbog toga je bila visoko likvidna, bez zaduženja i kredita. Imala je i četiri golema robno-distributivna centra u Ljubljani, Sarajevu, Nišu i Skoplju. U svim glavnim gradovima saveznih republika Jugoplastika je imala trgovačka predstavništva s kompletnom infrastrukturom marketinga i trgovačkih putnika (danas komercijalista).

## Tvornice
- Dubrovnik
- Metković - odjevni predmeti
- Biserka - igračke
- Komiža - brodovi
- Gradac - brodovi
- Zadar
- Stari Grad - dugmad

## Sponzoriranje
- Jugoplastika Split